# Đại học Mahachulalongkornrajavidyalaya
Đại học Mahachulalongkornrajavidyalaya hay MCU (tiếng Thái: มหาจุฬาลงกรณราชวิทยาลัย) là một trong hai trường đại học Phật giáo tại Thái Lan. Trường tọa lạc tại Wat Mahathat Yuwarajarangsarit Rajaworamahavihara ở Bangkok.

## Lịch sử
Được thành lập năm 1887 bởi Vua Chulalongkorn với mục đích thiết lập một cơ sở đào tạo cấp đại học về Phật giáo cho các nhà sư, tín đồ mới và những người thế tục với các môn học về nghiên cứu Phật giáo là chính. Trường bắt đầu giảng dạy từ năm 1889 và có tên như hiện nay năm 1896. Theo đạo luật năm 1997, cả hai đại học Phật giáo của Thái Lan là Đại học Mahachulalongkornrajavidyalaya và Đại học Phật giáo Mahamakut trở thành đại học công.

## Các khoa và chuyên ngành đào tạo
Đại học Mahachulalongkornrajavidyalaya gồm nhiều khoa khác nhau: Khoa Phật học, Khoa Giáo dục học, Khoa Nhân Văn, Khoa Khoa học Xã hội, Chương trình quốc tế và Cao học.
Tất cả các khoa có 26 chương trình đào tạo đại học, 10 chương trình đào tạo thạc sĩ, 2 chương trình tiến sĩ và nhiều chương trình đào tạo hàn lâm khác.
2 chương trình đào tạo tiến sĩ: Phật học và Triết học, mang tính định hướng quốc tế và được giảng dạy bằng tiếng Anh

## Các cơ sở
Ngoài trụ sở chính tại Bangkok, Đại học Mahachulalongkornrajavidyalaya cũng có cơ sở ở các tỉnh sau:
- Nong Khai
- Nakhon Si Thammarat
- Chiang Mai
- Khon Kaen
- Nakhon Ratchasima
- Ubon Ratchathani
- Phrae
- Surin
- Phayao
- Nakhon Pathom
- Loei
- Nakhon Phanom
- Nakhon Sawan
- Lamphun
- Phitsanulok

Trường còn có liên kết với trường:
- Mahapanya Vidayalai tại Hat Yai, tỉnh Songkhla